# 1973 au théâtre
| Années du théâtre : 1970 - 1971 - 1972 - 1973 - 1974 - 1975 - 1976    |
| Décennies du théâtre : 1940 - 1950 - 1960 - 1970 - 1980 - 1990 - 2000 |

Cet article présente les faits marquants de l'année 1973 au théâtre.

## Pièces de théâtre publiées
- Faut pas payer ! de Dario Fo
- Les petites comédies d'un grand immeuble (Маленькие комедии большого дома) de Grigori Gorine et Arkadi Arkanov

## Pièces de théâtre représentées
- 7 janvier : Le Tournant de Françoise Dorin, mise en scène Michel Roux, Théâtre de la Madeleine
- 1er février : La Cage aux folles de Jean Poiret, Théâtre du Palais-Royal
- 7 mars : Tartuffe de Molière, mise en scène de Jean Meyer, Théâtre des Célestins (Lyon) avec Jean Marais, Brigitte Fossey et Caroline Sihol
- 12 octobre : Le Bossu de Paul Féval, mise en scène de Jacques-Henri Duval, Théâtre Montansier (Versailles) avec Jean Marais
- 14 octobre : Les Fondeurs de Guennadi Bokarev, mise en scène de Oleg Efremov au Théâtre d'art Anton Tchekhov
- 29 octobre : Les Quatre Jumelles de Copi, mises en scène Jorge Lavelli, Palace

## Décès
- 10 février : Maurice Escande (°1892)
- 29 mai : Denise Benoit (°1919)
- 4 août : Tania Balachova (°1902)
- 6 août : André Brunot (°1879)
- 20 août : André Haguet (°1900)